# Mind of Mystikal
Mind of Mystikal è il primo album del rapper statunitense Mystikal, sotto contratto della Big Boy Records.
Caratteristica principale di quest'album, sono i brani in stile underground, soprattutto Y'all Ain't Ready Yet o Not The Nigga, remixati con sonorità migliori. In quest'ultimo si vede la partecipazione della sorella, Michelle Tyler che duetta insieme a Mystikal. Inoltre, in quasi tutti i brani dell'album, Mystikal dimostra una notevole grinta nel reppare, come aveva già dimostrato nel suo singolo di successo, Here I Go; infatti, in molti suoi brani, il cantante unisce alle sonorità Southern Rap la sua forte voce forte che lo contraddistingue.
Tra i singoli estratti da questo album vi sono, Here I Go, il brano che ha avuto più successo, giunto alla 13ª posizione nella classifica USA. Beware, è un altro singolo estratto di successo, insieme a Out That Boot Camp Clicc, singolo estratto in collaborazione con i Black Menace. Vi sono anche altri brani di questo album, di minor rilievo, comunque di notevole successo, come, That Nigga Ain't Shit, e I'm e Murderer, dove in quest'ultimo e nel il 2° brano del disco rivela la morte della sorella, Michelle Tyler, uccisa una notte di quell'anno. Lui e sua sorella duettarono insieme nel brano, Not The Nigga.

## Tracce
1. Y'all Ain't Ready Yet
2. Murderer
3. Beware
4. Mr.Hood Critic (feat. Mr.Hood)
5. I'm
6. Out That Boot Camp Clicc (feat. Black Menace)
7. Not That Nigga (feat. Michelle Tyler)
8. Smoke Something
9. That Nigga Ain't Shit!
10. Mind Of Mystikal (feat. Mannie Fresh)
11. Here I Go!
12. Never Gonna Bounce (The Dream)
13. Y'all Ain't Ready Yet (Remix)
14. Not That Nigga (Remix) (feat. Michelle Tyler)
15. Dedicated To Michelle Tyler